# Transatlantic (filme)
Transatlantic é um filme de comédia dramática produzido nos Estados Unidos, dirigido por William K. Howard e lançado em 1931.